# لامبراشتسهاگن
لامبراشتسهاگن (به آلمانی: Lambrechtshagen) یک شهر در آلمان است که در Rostock District واقع شده‌است. لامبراشتسهاگن  ۲٬۹۵۲ نفر جمعیت دارد.